# Editorial Espasa
La Editorial Espasa fue una importante editorial española que existió en Barcelona entre 1860 y 1925. 

## Historia
Fue fundada en 1860 por los hermanos Pablo y José Espasa Anguera con el nombre de Espasa Hermanos. En 1869 se incorporó como socio Manuel Salvat, el cual 3 años después se casó con una hermana de los Espasa. Pablo Espasa dejó la empresa en 1877 y Manuel Salvat en 1897, creando un año después Salvat e Hijo, precursora de la Editorial Salvat. La editorial de José Espasa continuó hasta 1908 con el nombre de José Espasa y luego pasó a llamarse Espasa e Hijos. Una las obras más relevantes de la editorial Espasa fue la Enciclopedia Espasa, publicada entre 1905 y 1933, con 70 volúmenes. En 1925 firmó un acuerdo con la editorial Calpe y ambas formaron una potente editorial, adoptando el nombre de Espasa-Calpe.